# Giải bóng đá vô địch quốc gia Đức 2021–22
Giải bóng đá vô địch quốc gia Đức 2021-22 (Bundesliga 2021-22) là mùa giải thứ 59 của Giải bóng đá vô địch quốc gia Đức, giải đấu bóng đá hàng đầu của nước Đức. Giải bắt đầu vào ngày 13 tháng 8 năm 2021 và kết thúc vào ngày 14 tháng 5 năm 2022. Lịch thi đấu được công bố vào ngày 25 tháng 6 năm 2021.
Bayern Munich là đương kim vô địch và đã bảo vệ thành công chức vô địch, giành được kỷ lục 10 lần vô địch liên tiếp và là lần thứ 32 trong lịch sử (lần thứ 31 ở kỷ nguyên Bundesliga) vào ngày 23 tháng 4 với ba trận chưa đấu.

## Các đội bóng
Tổng cộng có 18 đội tham dự Bundesliga mùa giải 2021-22.

### Thay đổi đội bóng
| Thăng hạng từ 2. Bundesliga 2020-21 | Xuống hạng từ Bundesliga 2020-21 |
| ----------------------------------- | -------------------------------- |
| VfL Bochum Greuther Fürth           | Werder Bremen Schalke 04         |

### Sân vận động và địa điểm
| Đội                      | Địa điểm             | Sân vận động                                | Sức chứa      | Tham khảo            |
| ------------------------ | -------------------- | ------------------------------------------- | ------------- | -------------------- |
| FC Augsburg              | Augsburg             | Sân vận động WWK Arena                      | 30.660        | [ 4 ]                |
| Hertha BSC               | Berlin               | Sân vận động Olympic                        | 74.649        | [ 5 ]                |
| Union Berlin             | Berlin               | Sân vận động An der Alten Försterei         | 22.012        | [ 6 ]                |
| Arminia Bielefeld        | Bielefeld            | Sân vận động Schüco-Arena                   | 27.300        | [ 7 ]                |
| VfL Bochum               | Bochum               | Sân vận động Vonovia Ruhr                   | 27.599        | [ 8 ]                |
| Borussia Dortmund        | Dortmund             | Sân vận động Signal Iduna Park              | 81.365        | [ 9 ]                |
| Eintracht Frankfurt      | Frankfurt            | Sân vận động Deutsche Bank Park             | 51.500        | [ 10 ]               |
| SC Freiburg              | Freiburg im Breisgau | Sân vận động Dreisam Sân vận động SC1       | 24.000 34.700 | [ 11 ] [ 12 ] [ 13 ] |
| Greuther Fürth           | Fürth                | Sân vận động Sportpark Ronhof Thomas Sommer | 16.626        | [ 14 ]               |
| 1899 Hoffenheim          | Sinsheim             | Sân vận động PreZero Arena                  | 30.150        | [ 15 ]               |
| 1. FC Köln               | Cologne              | Sân vận động RheinEnergie                   | 49.698        | [ 16 ]               |
| RB Leipzig               | Leipzig              | Sân vận động Red Bull Arena                 | 42.558        | [ 17 ]               |
| Bayer Leverkusen         | Leverkusen           | Sân vận động BayArena                       | 30.210        | [ 18 ]               |
| Mainz 05                 | Mainz                | Sân vận động Opel Arena                     | 34.000        | [ 19 ]               |
| Borussia Mönchengladbach | Mönchengladbach      | Sân vận động Borussia-Park                  | 54.057        | [ 20 ]               |
| Bayern Munich            | Munich               | Sân vận động Allianz Arena                  | 75.000        | [ 21 ]               |
| VfB Stuttgart            | Stuttgart            | Sân vận động Mercedes-Benz Arena            | 60.449        | [ 22 ]               |
| VfL Wolfsburg            | Wolfsburg            | Sân vận động Volkswagen Arena               | 30.000        | [ 23 ]               |

1 SC Freiburg thi đấu ba trận đấu sân nhà đầu tiên của họ tại Sân vận động Dreisam trước khi vĩnh viễn chuyển đến Sân vận động SC.

### Nhân sự và trang phục
| Đội                      | Huấn luyện viên      | Đội trưởng                | Nhà sản xuất trang phục | Nhà tài trợ áo đấu      | Nhà tài trợ áo đấu                           |
| Đội                      | Huấn luyện viên      | Đội trưởng                | Nhà sản xuất trang phục | Ngực áo                 | Tay áo                                       |
| ------------------------ | -------------------- | ------------------------- | ----------------------- | ----------------------- | -------------------------------------------- |
| FC Augsburg              | Markus Weinzierl     | Jeffrey Gouweleeuw        | Nike                    | WWK                     | Siegmund                                     |
| Hertha BSC               | Felix Magath         | Dedryck Boyata            | Nike                    | Autohero                | Hyundai                                      |
| Union Berlin             | Urs Fischer          | Christopher Trimmel       | Adidas                  | Aroundtown              | wefox                                        |
| Arminia Bielefeld        | Marco Kostmann       | Fabian Klos/Manuel Prietl | Macron                  | Schüco                  | JAB Anstoetz Textilien                       |
| VfL Bochum               | Thomas Reis          | Anthony Losilla           | Nike                    | Vonovia                 | Viactiv Betriebskrankenkasse                 |
| Borussia Dortmund        | Marco Rose           | Marco Reus                | Puma                    | 1&1 Ionos               | Opel                                         |
| Eintracht Frankfurt      | Oliver Glasner       | Sebastian Rode            | Nike                    | Indeed.com              | dpd                                          |
| SC Freiburg              | Christian Streich    | Christian Günter          | Nike                    | Schwarzwaldmilch        | ROSE Bikes                                   |
| Greuther Fürth           | Stefan Leitl         | Branimir Hrgota           | Puma                    | Hofmann Personal        | BVUK                                         |
| 1899 Hoffenheim          | Sebastian Hoeneß     | Benjamin Hübner           | Joma                    | SAP                     | SNP                                          |
| 1. FC Köln               | Steffen Baumgart     | Jonas Hector              | Uhlsport                | REWE                    | DEVK                                         |
| RB Leipzig               | Domenico Tedesco     | Péter Gulácsi             | Nike                    | Red Bull                | CG Immobilien                                |
| Bayer Leverkusen         | Gerardo Seoane       | Lukáš Hrádecký            | Jako                    | Barmenia Versicherungen | Kieser Training Floki (kể từ thg12 năm 2021) |
| Mainz 05                 | Bo Svensson          | Moussa Niakhaté           | Kappa                   | Kömmerling              | fb88.com                                     |
| Borussia Mönchengladbach | Adi Hütter           | Lars Stindl               | Puma                    | flatex                  | Sonepar                                      |
| Bayern Munich            | Julian Nagelsmann    | Manuel Neuer              | Adidas                  | Deutsche Telekom        | Qatar Airways                                |
| VfB Stuttgart            | Pellegrino Matarazzo | Wataru Endo               | Jako                    | Mercedes-Benz Bank      | Mercedes-Benz EQ                             |
| VfL Wolfsburg            | Florian Kohfeldt     | Koen Casteels             | Nike                    | Volkswagen              | Linglong Tire                                |

### Thay đổi huấn luyện viên
| Đội                      | Đi                            | Lý do                                    | Ngày đi              | Ngày đi              | Vị trí ở bảng xếp hạng | Đến                           | Ngày đến             | Ngày đến             | Tham khảo     |
| Đội                      | Đi                            | Lý do                                    | Công bố vào ngày     | Rời đi vào ngày      | Vị trí ở bảng xếp hạng | Đến                           | Công bố vào ngày     | Đến vào ngày         | Tham khảo     |
| ------------------------ | ----------------------------- | ---------------------------------------- | -------------------- | -------------------- | ---------------------- | ----------------------------- | -------------------- | -------------------- | ------------- |
| Borussia Dortmund        | Edin Terzić (tạm quyền)       | Hết thời gian tạm quyền                  | 13 tháng 12 năm 2020 | 30 tháng 6 năm 2021  | Trước mùa giải         | Marco Rose                    | 15 tháng 2 năm 2021  | 1 tháng 7 năm 2021   | [ 27 ] [ 28 ] |
| Borussia Mönchengladbach | Marco Rose                    | Ký hợp đồng với Borussia Dortmund        | 15 tháng 2 năm 2021  | 30 tháng 6 năm 2021  | Trước mùa giải         | Adi Hütter                    | 13 tháng 4 năm 2021  | 1 tháng 7 năm 2021   | [ 28 ] [ 29 ] |
| Bayer Leverkusen         | Hannes Wolf (tạm quyền)       | Hết thời gian tạm quyền                  | 23 tháng 3 năm 2021  | 30 tháng 6 năm 2021  | Trước mùa giải         | Gerardo Seoane                | 19 tháng 5 năm 2021  | 1 tháng 7 năm 2021   | [ 30 ] [ 31 ] |
| 1. FC Köln               | Friedhelm Funkel              | Hết thời gian tạm quyền                  | 8 tháng 4 năm 2021   | 30 tháng 6 năm 2021  | Trước mùa giải         | Steffen Baumgart              | 11 tháng 5 năm 2021  | 1 tháng 7 năm 2021   | [ 32 ]        |
| Eintracht Frankfurt      | Adi Hütter                    | Ký hợp đồng với Borussia Mönchengladbach | 13 tháng 4 năm 2021  | 30 tháng 6 năm 2021  | Trước mùa giải         | Oliver Glasner                | 26 tháng 5 năm 2021  | 1 tháng 7 năm 2021   | [ 33 ] [ 34 ] |
| Bayern Munich            | Hansi Flick                   | Từ chức                                  | 27 tháng 4 năm 2021  | 30 tháng 6 năm 2021  | Trước mùa giải         | Julian Nagelsmann             | 27 tháng 4 năm 2021  | 1 tháng 7 năm 2021   | [ 35 ]        |
| RB Leipzig               | Julian Nagelsmann             | Ký hợp đồng với Bayern Munich            | 27 tháng 4 năm 2021  | 30 tháng 6 năm 2021  | Trước mùa giải         | Jesse Marsch                  | 29 tháng 4 năm 2021  | 1 tháng 7 năm 2021   | [ 35 ] [ 36 ] |
| VfL Wolfsburg            | Oliver Glasner                | Ký hợp đồng với Eintracht Frankfurt      | 26 tháng 5 năm 2021  | 30 tháng 6 năm 2021  | Trước mùa giải         | Mark van Bommel               | 2 tháng 6 năm 2021   | 1 tháng 7 năm 2021   | [ 34 ] [ 37 ] |
| VfL Wolfsburg            | Mark van Bommel               | Bị sa thải                               | 24 tháng 10 năm 2021 | 24 tháng 10 năm 2021 | Thứ 8                  | Florian Kohfeldt              | 26 tháng 10 năm 2021 | 26 tháng 10 năm 2021 | [ 38 ] [ 39 ] |
| Hertha BSC               | Pál Dárdai                    | Bị sa thải                               | 29 tháng 11 năm 2021 | 29 tháng 11 năm 2021 | Thứ 14                 | Tayfun Korkut                 | 29 tháng 11 năm 2021 | 29 tháng 11 năm 2021 | [ 40 ]        |
| RB Leipzig               | Jesse Marsch                  | Hai bên đồng thuận                       | 5 tháng 12 năm 2021  | 5 tháng 12 năm 2021  | Thứ 11                 | Achim Beierlorzer (tạm quyền) | 5 tháng 12 năm 2021  | 5 tháng 12 năm 2021  | [ 41 ]        |
| RB Leipzig               | Achim Beierlorzer (tạm quyền) | Hết thời gian tạm quyền                  | 9 tháng 12 năm 2021  | 9 tháng 12 năm 2021  | Thứ 11                 | Domenico Tedesco              | 9 tháng 12 năm 2021  | 9 tháng 12 năm 2021  | [ 42 ]        |
| Hertha BSC               | Tayfun Korkut                 | Bị sa thải                               | 13 tháng 3 năm 2022  | 13 tháng 3 năm 2022  | Thứ 17                 | Felix Magath                  | 13 tháng 3 năm 2022  | 13 tháng 3 năm 2022  | [ 43 ] [ 44 ] |
| Arminia Bielefeld        | Frank Kramer                  | Bị sa thải                               | 20 tháng 4 năm 2022  | 20 tháng 4 năm 2022  | Thứ 17                 | Marco Kostmann (tạm quyền)    | 20 tháng 4 năm 2022  | 20 tháng 4 năm 2022  | [ 45 ]        |

## Bảng xếp hạng
| VT | Đội                      | ST | T  | H  | B  | BT | BB | HS  | Đ  | Giành quyền tham dự hoặc xuống hạng            |
| -- | ------------------------ | -- | -- | -- | -- | -- | -- | --- | -- | ---------------------------------------------- |
| 1  | Bayern Munich (C)        | 34 | 24 | 5  | 5  | 97 | 37 | +60 | 77 | Lọt vào vòng bảng Champions League             |
| 2  | Borussia Dortmund        | 34 | 22 | 3  | 9  | 85 | 52 | +33 | 69 | Lọt vào vòng bảng Champions League             |
| 3  | Bayer Leverkusen         | 34 | 19 | 7  | 8  | 80 | 47 | +33 | 64 | Lọt vào vòng bảng Champions League             |
| 4  | RB Leipzig               | 34 | 17 | 7  | 10 | 72 | 37 | +35 | 58 | Lọt vào vòng bảng Champions League             |
| 5  | Union Berlin             | 34 | 16 | 9  | 9  | 50 | 44 | +6  | 57 | Lọt vào vòng bảng Europa League                |
| 6  | SC Freiburg              | 34 | 15 | 10 | 9  | 58 | 46 | +12 | 55 | Lọt vào vòng bảng Europa League                |
| 7  | 1. FC Köln               | 34 | 14 | 10 | 10 | 52 | 49 | +3  | 52 | Lọt vào vòng play-off Europa Conference League |
| 8  | Mainz 05                 | 34 | 13 | 7  | 14 | 50 | 45 | +5  | 46 |                                                |
| 9  | 1899 Hoffenheim          | 34 | 13 | 7  | 14 | 58 | 60 | −2  | 46 |                                                |
| 10 | Borussia Mönchengladbach | 34 | 12 | 9  | 13 | 54 | 61 | −7  | 45 |                                                |
| 11 | Eintracht Frankfurt      | 34 | 10 | 12 | 12 | 45 | 49 | −4  | 42 | Lọt vào vòng bảng Champions League             |
| 12 | VfL Wolfsburg            | 34 | 12 | 6  | 16 | 43 | 54 | −11 | 42 |                                                |
| 13 | VfL Bochum               | 34 | 12 | 6  | 16 | 38 | 52 | −14 | 42 |                                                |
| 14 | FC Augsburg              | 34 | 10 | 8  | 16 | 39 | 56 | −17 | 38 |                                                |
| 15 | VfB Stuttgart            | 34 | 7  | 12 | 15 | 41 | 59 | −18 | 33 |                                                |
| 16 | Hertha BSC (O)           | 34 | 9  | 6  | 19 | 37 | 71 | −34 | 33 | Lọt vào vòng play-off xuống hạng               |
| 17 | Arminia Bielefeld (R)    | 34 | 5  | 13 | 16 | 27 | 53 | −26 | 28 | Xuống hạng đến 2. Bundesliga                   |
| 18 | Greuther Fürth (R)       | 34 | 3  | 9  | 22 | 28 | 82 | −54 | 18 | Xuống hạng đến 2. Bundesliga                   |

1. 1 2  Vì đội vô địch của DFB-Pokal 2021-22, RB Leipzig, lọt vào Champions League dựa trên vị trí ở giải vô địch quốc gia, suất dự vòng bảng Europa League được chuyển qua cho đội đứng thứ sáu, và suất dự vòng play-off Europa Conference League được chuyển qua cho đội đứng thứ bảy.
2. ↑  Eintracht Frankfurt lọt vào vòng bảng Champions League nhờ vô địch UEFA Europa League 2021-22.

## Kết quả
| Nhà \ Khách              | AUG | BSC | UNB | BIE | BOC | DOR | FRA | FRE | FÜR | HOF | KÖL | LEI | LEV | MAI | MÖN | MUN | STU | WOL |
| ------------------------ | --- | --- | --- | --- | --- | --- | --- | --- | --- | --- | --- | --- | --- | --- | --- | --- | --- | --- |
| FC Augsburg              | —   | 0–1 | 2–0 | 1–1 | 2–3 | 1–1 | 1–1 | 1–2 | 2–1 | 0–4 | 1–4 | 1–1 | 1–4 | 2–1 | 1–0 | 2–1 | 4–1 | 3–0 |
| Hertha BSC               | 1–1 | —   | 1–4 | 2–0 | 1–1 | 3–2 | 1–4 | 1–2 | 2–1 | 3–0 | 1–3 | 1–6 | 1–1 | 1–2 | 1–0 | 1–4 | 2–0 | 1–2 |
| Union Berlin             | 0–0 | 2–0 | —   | 1–0 | 3–2 | 0–3 | 2–0 | 0–0 | 1–1 | 2–1 | 1–0 | 2–1 | 1–1 | 3–1 | 2–1 | 2–5 | 1–1 | 2–0 |
| Arminia Bielefeld        | 0–1 | 1–1 | 1–0 | —   | 2–0 | 1–3 | 1–1 | 0–0 | 2–2 | 0–0 | 1–1 | 1–1 | 0–4 | 1–2 | 1–1 | 0–3 | 1–1 | 2–2 |
| VfL Bochum               | 0–2 | 1–3 | 0–1 | 2–1 | —   | 1–1 | 2–0 | 2–1 | 2–1 | 2–0 | 2–2 | 0–1 | 0–0 | 2–0 | 0–2 | 4–2 | 0–0 | 1–0 |
| Borussia Dortmund        | 2–1 | 2–1 | 4–2 | 1–0 | 3–4 | —   | 5–2 | 5–1 | 3–0 | 3–2 | 2–0 | 1–4 | 2–5 | 3–1 | 6–0 | 2–3 | 2–1 | 6–1 |
| Eintracht Frankfurt      | 0–0 | 1–2 | 2–1 | 0–2 | 2–1 | 2–3 | —   | 1–2 | 0–0 | 2–2 | 1–1 | 1–1 | 5–2 | 1–0 | 1–1 | 0–1 | 1–1 | 0–2 |
| SC Freiburg              | 3–0 | 3–0 | 1–4 | 2–2 | 3–0 | 2–1 | 0–2 | —   | 3–1 | 1–2 | 1–1 | 1–1 | 2–1 | 1–1 | 3–3 | 1–4 | 2–0 | 3–2 |
| Greuther Fürth           | 0–0 | 2–1 | 1–0 | 1–1 | 0–1 | 1–3 | 1–2 | 0–0 | —   | 3–6 | 1–1 | 1–6 | 1–4 | 2–1 | 0–2 | 1–3 | 0–0 | 0–2 |
| 1899 Hoffenheim          | 3–1 | 2–0 | 2–2 | 2–0 | 1–2 | 2–3 | 3–2 | 3–4 | 0–0 | —   | 5–0 | 2–0 | 2–4 | 0–2 | 1–1 | 1–1 | 2–1 | 3–1 |
| 1. FC Köln               | 0–2 | 3–1 | 2–2 | 3–1 | 2–1 | 1–1 | 1–0 | 1–0 | 3–1 | 0–1 | —   | 1–1 | 2–2 | 3–2 | 4–1 | 0–4 | 1–0 | 0–1 |
| RB Leipzig               | 4–0 | 6–0 | 1–2 | 0–2 | 3–0 | 2–1 | 0–0 | 1–1 | 4–1 | 3–0 | 3–1 | —   | 1–3 | 4–1 | 4–1 | 1–4 | 4–0 | 2–0 |
| Bayer Leverkusen         | 5–1 | 2–1 | 2–2 | 3–0 | 1–0 | 3–4 | 2–0 | 2–1 | 7–1 | 2–2 | 0–1 | 0–1 | —   | 1–0 | 4–0 | 1–5 | 4–2 | 0–2 |
| Mainz 05                 | 4–1 | 4–0 | 1–2 | 4–0 | 1–0 | 0–1 | 2–2 | 0–0 | 3–0 | 2–0 | 1–1 | 1–0 | 3–2 | —   | 1–1 | 3–1 | 0–0 | 3–0 |
| Borussia Mönchengladbach | 3–2 | 2–0 | 1–2 | 3–1 | 2–1 | 1–0 | 2–3 | 0–6 | 4–0 | 5–1 | 1–3 | 3–1 | 1–2 | 1–1 | —   | 1–1 | 1–1 | 2–2 |
| Bayern Munich            | 1–0 | 5–0 | 4–0 | 1–0 | 7–0 | 3–1 | 1–2 | 2–1 | 4–1 | 4–0 | 3–2 | 3–2 | 1–1 | 2–1 | 1–2 | —   | 2–2 | 4–0 |
| VfB Stuttgart            | 3–2 | 2–2 | 1–1 | 0–1 | 1–1 | 0–2 | 2–3 | 2–3 | 5–1 | 3–1 | 2–1 | 0–2 | 1–3 | 2–1 | 3–2 | 0–5 | —   | 1–1 |
| VfL Wolfsburg            | 1–0 | 0–0 | 1–0 | 4–0 | 1–0 | 1–3 | 1–1 | 0–2 | 4–1 | 1–2 | 2–3 | 1–0 | 0–2 | 5–0 | 1–3 | 2–2 | 0–2 | —   |

1. ↑  Trận đấu giữa VfL Bochum và Borussia Mönchengladbach diễn ra từ ngày 18 tháng 3 năm 2022 đã bị tạm dừng ở phút 69 và tỉ số là 0–2 do một trợ lý trọng tài bị ném cốc nước giải khát từ trên khán đài xuống.[47] Trận đấu bị bỏ dở và sau đó được công nhận kết quả vào ngày 24 tháng 3 năm 2022 cho Borussia Mönchengladbach với tỉ số 0–2.[48]

## Vòng play-off xuống hạng
Vòng play-off xuống hạng diễn ra vào ngày 19 và 23 tháng 5 năm 2022.

### Tổng quan
| Đội 1      | TTS | Đội 2        | Lượt đi | Lượt về |
| ---------- | --- | ------------ | ------- | ------- |
| Hertha BSC | 2–1 | Hamburger SV | 0–1     | 2–0     |

### Các trận đấu
Tất cả thời gian là Giờ mùa hè Trung Âu (UTC+2)
| Hertha BSC | 0–1      | Hamburger SV |
| ---------- | -------- | ------------ |
|            | Chi tiết | Reis 57'     |

| Hamburger SV | 0–2      | Hertha BSC                     |
| ------------ | -------- | ------------------------------ |
|              | Chi tiết | - Boyata 4' - Plattenhardt 63' |

## Thống kê

### Các cầu thủ ghi bàn hàng đầu
| Hạng | Cầu thủ            | Câu lạc bộ                 | Số bàn thắng |
| ---- | ------------------ | -------------------------- | ------------ |
| 1    | Robert Lewandowski | Bayern Munich              | 35           |
| 2    | Patrik Schick      | Bayer Leverkusen           | 24           |
| 3    | Erling Haaland     | Borussia Dortmund          | 22           |
| 4    | Anthony Modeste    | 1. FC Köln                 | 20           |
| 4    | Christopher Nkunku | RB Leipzig                 | 20           |
| 6    | Taiwo Awoniyi      | Union Berlin               | 15           |
| 7    | Serge Gnabry       | Bayern Munich              | 14           |
| 8    | Moussa Diaby       | Bayer Leverkusen           | 13           |
| 9    | Jonas Hofmann      | Borussia Mönchengladbach   | 12           |
| 9    | Max Kruse          | Union Berlin VfL Wolfsburg | 12           |

### Kiến tạo hàng đầu
| Hạng | Cầu thủ            | Câu lạc bộ          | Số pha kiến tạo |
| ---- | ------------------ | ------------------- | --------------- |
| 1    | Thomas Müller      | Bayern Munich       | 18              |
| 2    | Christopher Nkunku | RB Leipzig          | 13              |
| 3    | Moussa Diaby       | Bayer Leverkusen    | 12              |
| 3    | Marco Reus         | Borussia Dortmund   | 12              |
| 5    | Joshua Kimmich     | Bayern Munich       | 11              |
| 5    | David Raum         | 1899 Hoffenheim     | 11              |
| 7    | Florian Wirtz      | Bayer Leverkusen    | 10              |
| 8    | Christian Günter   | SC Freiburg         | 9               |
| 8    | Filip Kostić       | Eintracht Frankfurt | 9               |
| 8    | Andrej Kramarić    | 1899 Hoffenheim     | 9               |

### Hat-trick
| Cầu thủ            | Câu lạc bộ        | Đối đầu với    | Kết quả | Ngày                 |
| ------------------ | ----------------- | -------------- | ------- | -------------------- |
| Robert Lewandowski | Bayern Munich     | Hertha BSC     | 5–0 (N) | 28 tháng 8 năm 2021  |
| Ihlas Bebou        | 1899 Hoffenheim   | Greuther Fürth | 6–3 (K) | 27 tháng 11 năm 2021 |
| Patrik Schick4     | Bayer Leverkusen  | Greuther Fürth | 7–1 (N) | 4 tháng 12 năm 2021  |
| Serge Gnabry       | Bayern Munich     | VfB Stuttgart  | 5–0 (K) | 14 tháng 12 năm 2021 |
| Robert Lewandowski | Bayern Munich     | 1. FC Köln     | 4–0 (K) | 15 tháng 1 năm 2022  |
| Moussa Diaby       | Bayer Leverkusen  | FC Augsburg    | 5–1 (N) | 22 tháng 1 năm 2022  |
| Max Kruse          | VfL Wolfsburg     | Mainz 05       | 5–0 (N) | 22 tháng 4 năm 2022  |
| Erling Haaland     | Borussia Dortmund | VfL Bochum     | 3–4 (N) | 30 tháng 4 năm 2022  |

- 4 Cầu thủ ghi 4 bàn.

### Số trận giữ sạch lưới
| Hạng | Cầu thủ         | Câu lạc bộ        | Số trận giữ sạch lưới |
| ---- | --------------- | ----------------- | --------------------- |
| 1    | Koen Casteels   | VfL Wolfsburg     | 10                    |
| 1    | Mark Flekken    | SC Freiburg       | 10                    |
| 1    | Manuel Neuer    | Bayern Munich     | 10                    |
| 1    | Robin Zentner   | Mainz 05          | 10                    |
| 5    | Rafał Gikiewicz | FC Augsburg       | 9                     |
| 5    | Péter Gulácsi   | RB Leipzig        | 9                     |
| 7    | Lukáš Hrádecký  | Bayer Leverkusen  | 8                     |
| 7    | Oliver Baumann  | 1899 Hoffenheim   | 8                     |
| 9    | Gregor Kobel    | Borussia Dortmund | 7                     |
| 9    | Manuel Riemann  | VfL Bochum        | 7                     |

## Giải thưởng

### Giải thưởng hàng tháng
| Tháng    | Cầu thủ xuất sắc nhất tháng | Cầu thủ xuất sắc nhất tháng | Tân binh xuất sắc nhất tháng | Tân binh xuất sắc nhất tháng | Bàn thắng đẹp nhất tháng | Bàn thắng đẹp nhất tháng | Tham khảo            |
| Tháng    | Cầu thủ                     | Câu lạc bộ                  | Cầu thủ                      | Câu lạc bộ                   | Cầu thủ                  | Câu lạc bộ               | Tham khảo            |
| -------- | --------------------------- | --------------------------- | ---------------------------- | ---------------------------- | ------------------------ | ------------------------ | -------------------- |
| Tháng 8  | Erling Haaland              | Borussia Dortmund           | Dominik Szoboszlai           | RB Leipzig                   | Gerrit Holtmann          | VfL Bochum               | [ 53 ] [ 54 ] [ 55 ] |
| Tháng 9  | Florian Wirtz               | Bayer Leverkusen            | Omar Marmoush                | VfB Stuttgart                | Erling Haaland           | Borussia Dortmund        | [ 53 ] [ 54 ] [ 55 ] |
| Tháng 10 | Christopher Nkunku          | RB Leipzig                  | Dominik Szoboszlai           | RB Leipzig                   | Jude Bellingham          | Borussia Dortmund        | [ 53 ] [ 54 ] [ 55 ] |
| Tháng 11 | Alphonso Davies             | Bayern Munich               | Hiroki Ito                   | VfB Stuttgart                | Erling Haaland           | Borussia Dortmund        | [ 53 ] [ 54 ] [ 55 ] |
| Tháng 12 | Patrik Schick               | Bayer Leverkusen            | Jesper Lindstrøm             | Eintracht Frankfurt          | Niklas Dorsch            | FC Augsburg              | [ 53 ] [ 54 ] [ 55 ] |
| Tháng 1  | Thomas Müller               | Bayern Munich               | Patrick Wimmer               | Arminia Bielefeld            | Corentin Tolisso         | Bayern Munich            | [ 53 ] [ 54 ] [ 55 ] |
| Tháng 2  | Christopher Nkunku          | RB Leipzig                  | Jonas Wind                   | VfL Wolfsburg                | Jonas Wind               | VfL Wolfsburg            | [ 53 ] [ 54 ] [ 55 ] |
| Tháng 3  | Christopher Nkunku          | RB Leipzig                  | Omar Marmoush                | VfB Stuttgart                | Kingsley Coman           | Bayern Munich            | [ 53 ] [ 54 ] [ 55 ] |
| Tháng 4  | Christopher Nkunku          | RB Leipzig                  | Dominik Szoboszlai           | RB Leipzig                   |                          |                          | [ 53 ] [ 54 ] [ 55 ] |

### Giải thưởng hàng năm
| Giải thưởng                     | Cầu thủ giành giải | Câu lạc bộ          | Tham khảo |
| ------------------------------- | ------------------ | ------------------- | --------- |
| Cầu thủ xuất sắc nhất mùa giải  | Christopher Nkunku | RB Leipzig          | [ 56 ]    |
| Tân binh xuất sắc nhất mùa giải | Jesper Lindstrøm   | Eintracht Frankfurt | [ 54 ]    |
| Bàn thắng đẹp nhất mùa giải     | Gerrit Holtmann    | VfL Bochum          | [ 57 ]    |

### Đội hình của mùa giải

#### EA Sports
| VT | Cầu thủ            | Câu lạc bộ          | TK     |
| -- | ------------------ | ------------------- | ------ |
| TM | Manuel Neuer       | Bayern Munich       | [ 58 ] |
| HV | Alphonso Davies    | Bayern Munich       | [ 58 ] |
| HV | Evan Ndicka        | Eintracht Frankfurt | [ 58 ] |
| HV | Nico Schlotterbeck | SC Freiburg         | [ 58 ] |
| HV | David Raum         | 1899 Hoffenheim     | [ 58 ] |
| TV | Jude Bellingham    | Borussia Dortmund   | [ 58 ] |
| TV | Joshua Kimmich     | Bayern Munich       | [ 58 ] |
| TV | Florian Wirtz      | Bayer Leverkusen    | [ 58 ] |
| TĐ | Erling Haaland     | Borussia Dortmund   | [ 58 ] |
| TĐ | Robert Lewandowski | Bayern Munich       | [ 58 ] |
| TĐ | Christopher Nkunku | RB Leipzig          | [ 58 ] |